# Ferrari 275P

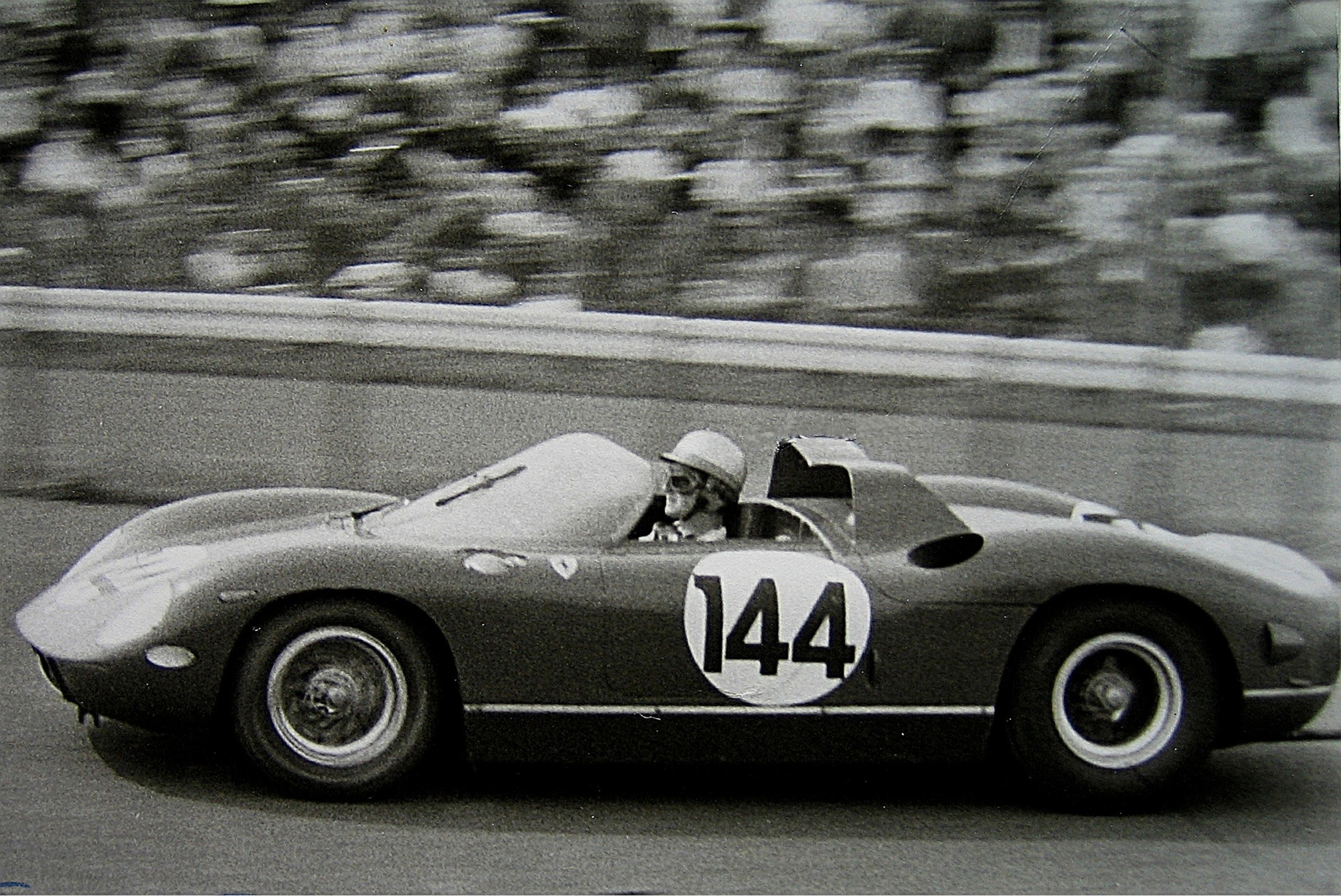
Ludovico Scarfiotti im Ferrari 275P, bei seiner Siegesfahrt beim 1000-km-Rennen auf dem Nürburgring 1964

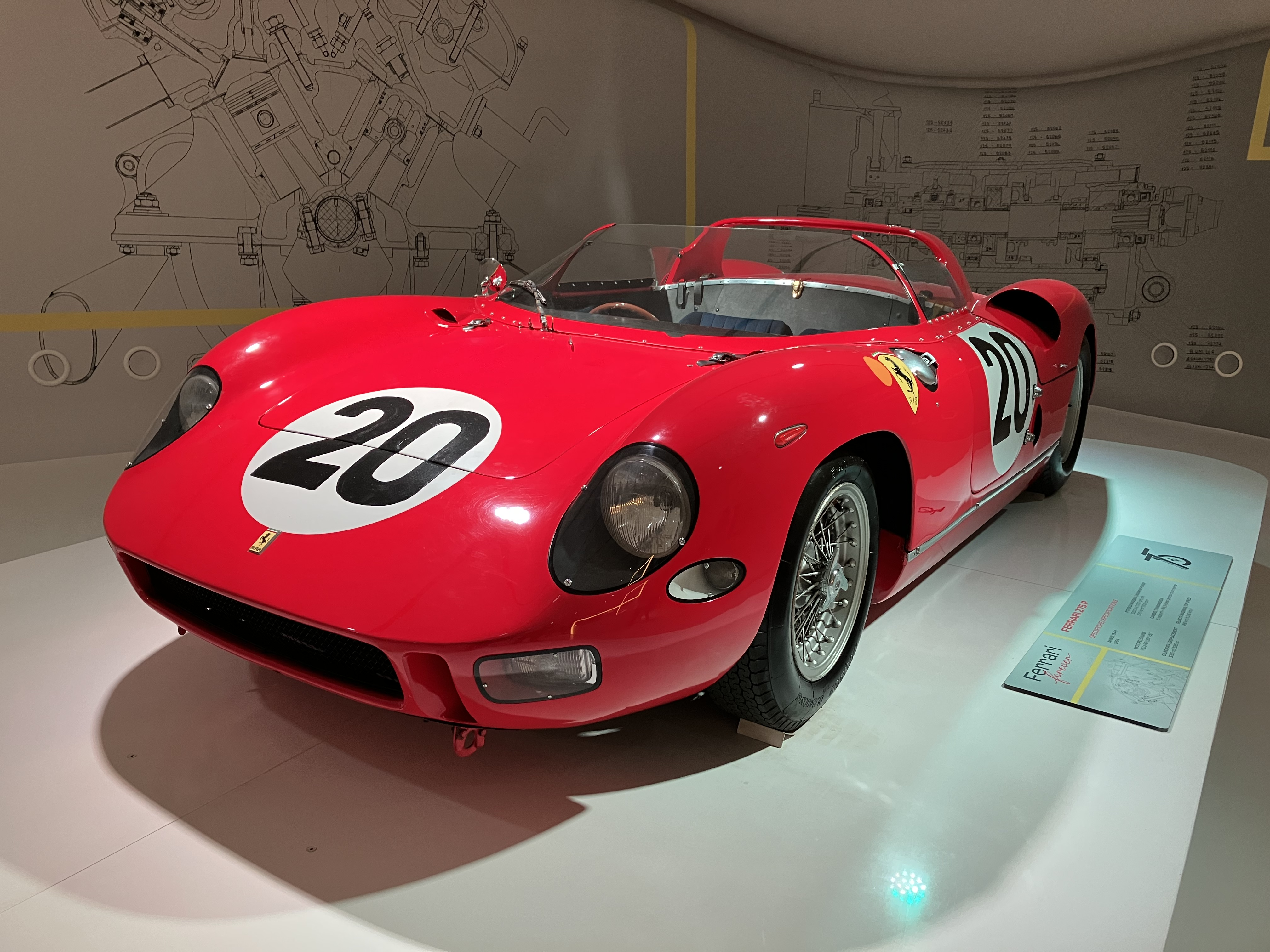
1964er Ferrari 275P im Museo Casa Enzo Ferrari

Der Ferrari 275P war ein Rennsportwagen, den die Scuderia Ferrari 1964 bei Sportwagenrennen einsetzte.

## Technik
Der Ferrari 275P war im Grunde ein modifizierter Ferrari 250P. Der Hubraum des V-12-Motors wurde auf 3286 cm³ erhöht und er leistete bis zu 370 PS (272 kW). Die Karosserie unterschied sich durch kleine Änderungen vom 250P. Die Windschutzscheibe und der Überrollbügel bildeten einen Abschluss im rechten Winkel zum Seitenfenster. Der Wagen hatte hinten gut sichtbare Einlässe zur Bremsbelüftung und der Kraftstoff-Einfüllstutzen befand sich am linken vorderen Kotflügel.
Ferrari baute 1964 vier 275P, die in der Sportwagenweltmeisterschaft zum Einsatz kamen.

## Renneinsätze
Sein Renndebüt gab der 275P im Herbst 1963 bei einem Sportwagenrennen in den USA. Als Vorbereitungsrennen für das 12-Stunden-Rennen von Sebring nächsten Jahres meldete die Scuderia den 275P mit der Fahrgestellnummer 0814 zum 200-Meilen-Rennen von Riverside. Am Steuer saß John Surtees, der im Rennen den vierten Rang belegte. In Sebring folgte 1964 ein Doppelsieg; Mike Parkes und Umberto Maglioli siegten vor dem Duo Ludovico Scarfiotti und Nino Vaccarella. 
Es folgten zwei weitere Erfolge. Beim 1000-km-Rennen auf dem Nürburgring siegten erneut Scarfiotti und Vaccarella. Der Sizilianer Vaccarella gewann auch einen Monat später beim 24-Stunden-Rennen von Le Mans. Dort war der Franzose Jean Guichet sein Teamkollege. 
Ende des Jahres wurden die Wagen in die USA verkauft – Fahrgestell 0812 ging an das North American Racing Team – und dort bis 1968 bei SCCA-Sportwagenrennen gefahren.

## Technische Daten
| Kenngrößen                | Ferrari 275P                                                                                       |
| Motor                     | Viertakt-12-Zylinder-Ottomotor, vor der Hinterachse                                                |
| Kühlung                   | Wasser                                                                                             |
| Hubraum                   | 3967 cm³                                                                                           |
| Bohrung × Hub             | 77 × 71 mm                                                                                         |
| Verdichtung               | 9,8 : 1                                                                                            |
| Ventilsteuerung           | 1 obenliegende Nockenwelle pro Zylinderreihe, 2 Ventile pro Zylinder                               |
| Vergaser                  | 6 Weber-Doppelvergaser 38DCN oder 42DCN                                                            |
| Leistung                  | 370 PS bei 7200/min                                                                                |
| Maximales Drehmoment      | |
| Kraftübertragung          | Getriebe mit 5 Gängen plus Rückwärtsgang, nicht synchronisiert, längs hinten am Motor angeflanscht |
| Rahmen und Karosserie     | Gitterrohrrahmen aus Stahl; aufgenietete Aluminiumbleche                                           |
| Lenkung                   | Fingerlenkung                                                                                      |
| Radaufhängung vorn        | Einzeln an doppelten Dreiecksquerlenkern, Schraubenfedern, Teleskopstoßdämpfern und Stabilisator   |
| Radaufhängung hinten      | wie Vorderradaufhängung                                                                            |
| Bremsen                   | Dunlop-Scheibenbremsen vorne und hinten                                                            |
| Spurweite vorn/hinten:    | 1350/1340 mm                                                                                       |
| Radstand                  | 2400 mm                                                                                            |
| Reifengröße vorn/hinten   | 6 × 15/7,25 × 16                                                                                   |
| Länge × Breite × Höhe     | 4160 × 1675 × 1055 mm                                                                              |
| Leergewicht (ohne Fahrer) | 755 kg                                                                                             |
| Höchstgeschwindigkeit     | bis zu 300 km/h                                                                                    |